# Hundsbach (Francia)
Hundsbach è un comune francese di 305 abitanti situato nel dipartimento dell'Alto Reno nella regione del Grand Est.

## Società

### Evoluzione demografica
Abitanti censiti